# René Arredondo (Boxer)
René Arredondo (* 15. Juni 1961 in Apatzingán, Michoacán. Mexiko als Luis René Arredondo Garibay) ist ein ehemaliger mexikanischer Boxer im Halbweltergewicht.
Am 5. Mai 1985 fügte er dem US-Amerikaner Lonnie Smith seine erste Niederlage zu und wurde dadurch WBC-Weltmeister. Diesen Titel verlor er bereits in seiner ersten Titelverteidigung an Tsuyoshi Hamada. Im Rematch des darauffolgenden Jahres nahm er Hamada den Titel wieder ab und wurde somit zum zweiten Mal WBC-Weltmeister im Halbweltergewicht.